# Lüderitzbucht
Die Lüderitzbucht, vom portugiesischen Entdecker Bartolomeu Dias Angra Pequena ([ˈaŋgɾa peˈkena], portugiesisch Kleine Bucht) genannt, ist eine Meeresbucht im Südatlantik nahe der Seehafenstadt Lüderitz in Namibia. 

## Beschreibung
Die Lüderitzbucht ist gegen Norden und Nordwesten offen zum Atlantik und wird gegen Südwesten und Westen durch die Lüderitz-Halbinsel eingefasst. Äußerste Landvorsprünge der Halbinsel sind die Angra-Spitze und die Diaz-Spitze.
Die sogenannte Haifischbucht (als Teil der Lüderitzbucht) liegt zwischen dem afrikanischen Festland und der vorgelagerten Haifischinsel und bildet hierdurch ein natürliches Hafenbecken (Robert-Hafen). Weitere Inseln in der Lüderitzbucht sind die Seehund- und Pinguininsel sowie die kleine Flamingoinsel. Die beiden erstgenannten Inseln werden zu den Pinguininseln gerechnet, die sich ausgehend von der Lüderitzbucht noch 220 km nach Norden und 140 km nach Süden entlang der namibischen Küste erstrecken. 
Wie die südlich der Lüderitzhalbinsel gelegene Große Bucht, bildet die Lüderitzbucht eine schroffe Küstenformation. 
Ehemals – und bei der Allgemeinen Zeitung auch heute (Stand 2019) noch – war Lüderitzbucht Synonym für die Stadt Lüderitz.

## Name
Die Lüderitzbucht wurde nach den Bremer Großkaufmännern Adolf Lüderitz, der das Gebiet um die Bucht 1883 erwarb und Lüderitzland nannte, und seinem jüngeren Bruder August Lüderitz, der die am 7. August 1884 in der Bucht liegenden Korvetten zum Hissen der deutschen Flagge veranlasste, benannt. Für Lüderitz war Heinrich Vogelsang vor Ort, um den Kauf der Bucht vorzubereiten.

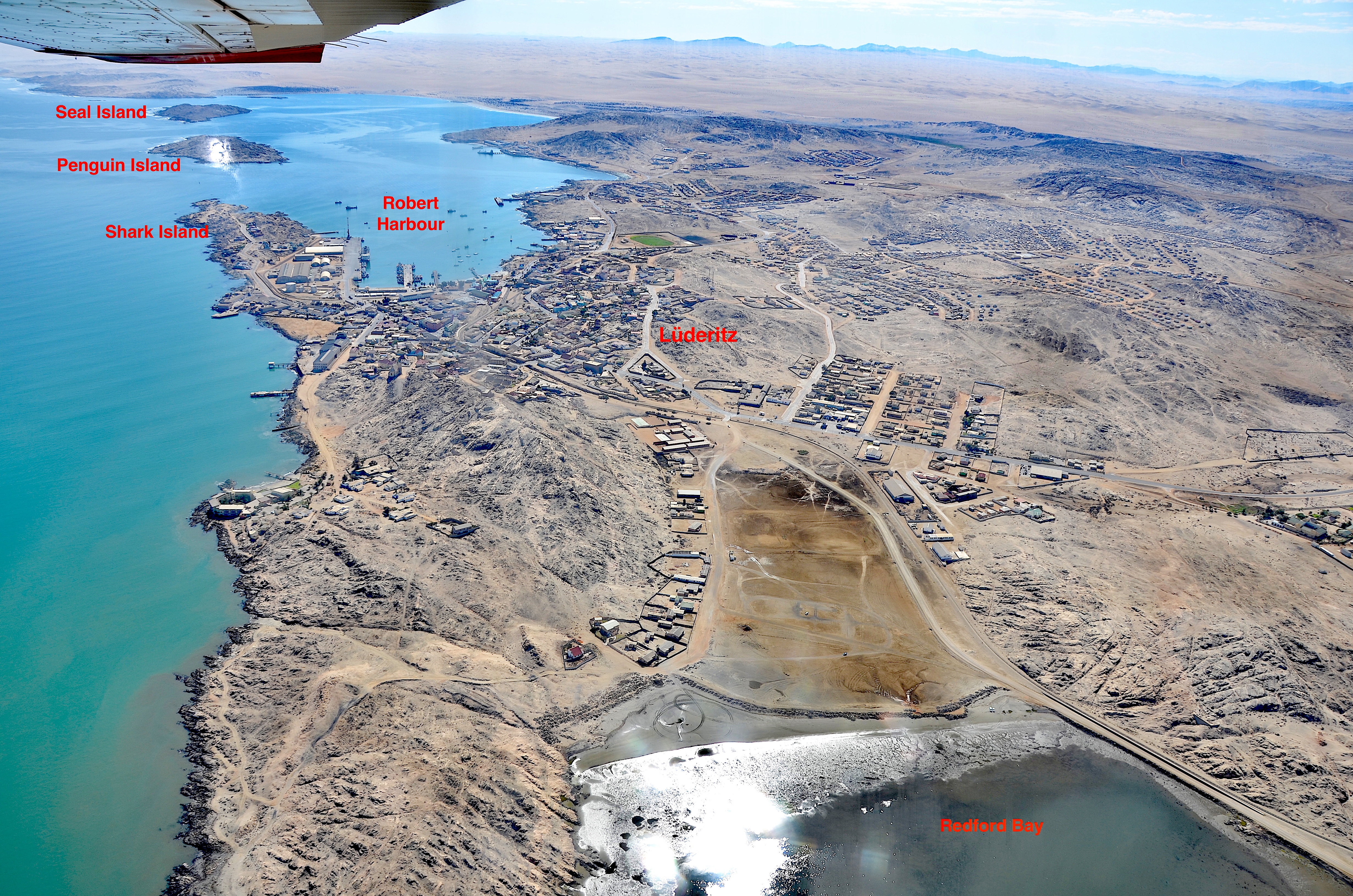
Robert-Hafen, Redford Bay und Inseln vor Lüderitz.